# 호소카와 오키쓰라

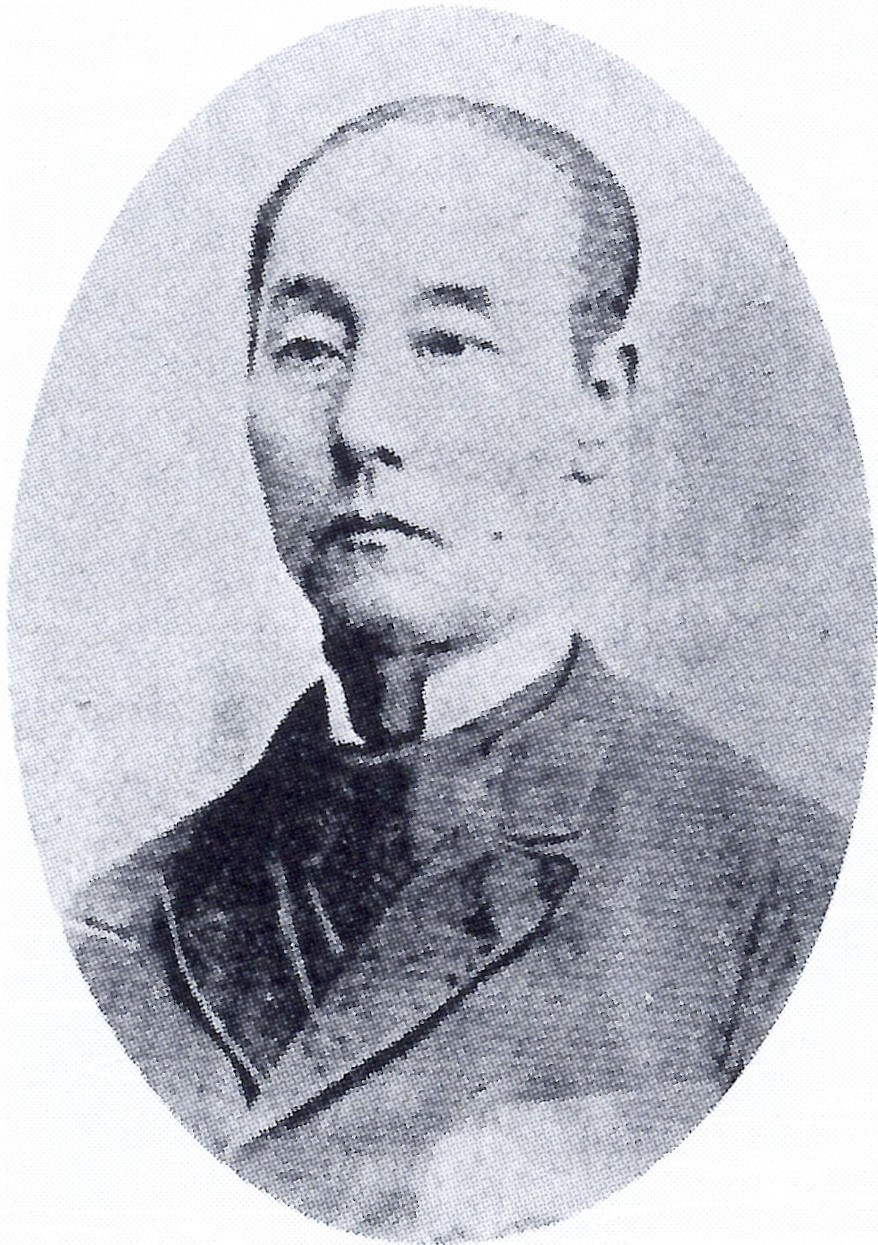
호소카와 오키쓰라

호소카와 오키쓰라(일본어: 細川興貫, 1833년 ~ 1907년)는 막말의 다이묘이다. 히타치 야타베 번 제9대 번주, 시모쓰케 모테기번주를 지냈다. 히타치 야타베 호소카와가(常陸谷田部細川家) 제9대 당주.
메이지 17년(1884년)의 화족령으로 자작이 되었다. 메이지 23년(1890년) 7월 10일, 귀족원 의원으로 선택되어, 메이지 37년(1904년) 7월 10일까지 2기 맡았다[1]. 메이지 40년(1907년) 9월 11일, 도쿄부 아사쿠사의 이마도에서 사망했다. 향년 76.
| 전임 호소카와 오키타쓰 | 제9대 야타베 호소카와가 당주 1852년 ~ 1907년 | 후임 호소카와 오키쓰구 |

| 전임 호소카와 오키타쓰 | 제9대 야타베 번 번주 (야타베 호소카와가) 1852년 ~ 1870년 | 후임 번청을 모테기로 이전 |

| 전임 (호소카와 오키모토) | 모테기번 번주 (야타베 호소카와가) 1870년 ~ 1871년 | 후임 폐번치현 |